# Monastero di Vasco
Monastero di Vasco (en français Monastère de Vasque) est une commune italienne de la province de Coni dans la région Piémont en Italie.

## Administration
| Période                                  | Période | Identité | Étiquette | Qualité |
| ---------------------------------------- | ------- | -------- | --------- | ------- |
|                                          |         |          |           |         |
| Les données manquantes sont à compléter. |         |          |           |         |

### Hameaux
Roapiana; Vasco; Malborgo; Bertolini Soprani, Bertolini Sottani

### Communes limitrophes
Frabosa Soprana, Frabosa Sottana, Mondovi (Italie), Montaldo di Mondovì, Vicoforte, Villanova Mondovì